# فابیان بونهوف
فابیان بونهوف (انگلیسی: Fabián Bonhoff؛ زادهٔ ۱۴ اوت ۱۹۶۳) بازیکن سابق فوتبال اهل آرژانتین است. او در پست مدافع در چند باشگاه در آرژانتین و اسپانیا بازی کرد.